# Juszkowo
Juszkowo (niem. Gischkau) – wieś w Polsce położona w województwie pomorskim, w powiecie gdańskim, w gminie Pruszcz Gdański na trasie nieczynnej linii kolejowej Pruszcz Gdański-Żukowo-Kartuzy-Lębork i w bezpośrednim sąsiedztwie Obwodnicy Trójmiasta. W 2008 r. Juszkowo liczyło 1358 mieszkańców, a w końcu 2015 – 2872.
Miejscowość od 1 stycznia 2018 jest siedzibą gminy Pruszcz Gdański.
Wieś należąca do Gdańskiej Wyżyny terytorium miasta Gdańska położona była w drugiej połowie XVI wieku w województwie pomorskim. W latach 1975–1998 miejscowość administracyjnie należała do województwa gdańskiego.

## Historia
Badania archeologiczne na terenie Juszkowa przeprowadzono przed budową obwodnicy Trójmiasta. Niektóre z eksponatów z odkrytych stanowisk (osady i cmentarzyska) znajdują się w Muzeum Archeologicznym w Gdańsku. W 2006 r. badaniami archeologicznymi w Juszkowie objęto osadę z wczesnej epoki żelaza. Badania te potwierdziły, że osadnictwo w tej okolicy trwa już od 27 wieków. Pierwsza wzmianka historyczna o tej wsi pochodzi z 1220 r.

## Infrastruktura
Przez wieś przepływa rzeka Radunia, nad którą położona jest elektrownia wodna Juszkowo wykorzystująca zbiornik retencyjny powstały przez zamknięcie fragmentu doliny Raduni przez zaporę. Zapora położona tuż przy budynku elektrowni posiada jaz klapowy, upust denny i kanał odpływowy. Elektrownia o mocy 0,231 MW pracuje przepływowo przełykiem 7,0 m/s.

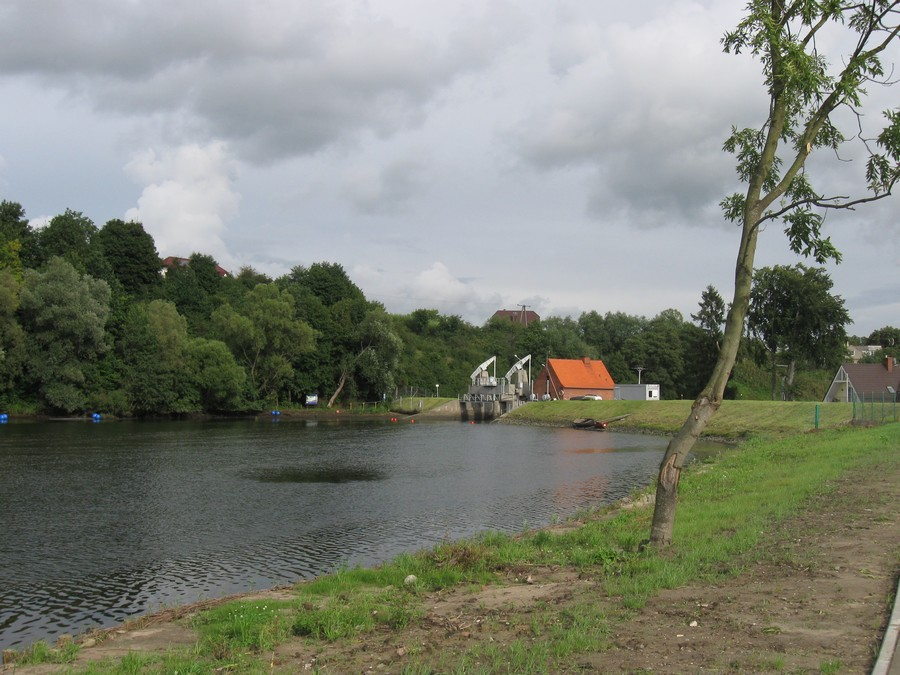
Widok na elektrownię od strony zbiornika retencyjnego

21 sierpnia 2010 r. w Juszkowie oficjalnie otwarto Centrum Rekreacji: kompleks sportowy z przystanią kajakową, magazynem sprzętu wodnego (10 kajaków i 2 rowery wodne), boiskiem do koszykówki oraz kilometrową ścieżką przyrodniczo-zdrowotną z urządzeniami do ćwiczeń, placem zabaw oraz miejscem odpoczynku. Na trasie ścieżki ustawiono trzy tablice edukacyjne, a nad brzegiem rozlewiska rzeki w odległości 200 m od elektrowni wodnej zbudowano pomost do cumowania sprzętu wodnego dla korzystających ze szlaku kajakowego Raduni. Z centrum korzysta klub sportowy GTS Juszkowo.
W 2011 r. zakończono budowę ścieżki pieszo-rowerowej wzdłuż ulicy Raduńskiej, a w 2012 – ulicy Sportowej. W 2015 kosztem 5,3 mln zł powstała droga wytyczona wzdłuż drogi ekspresowej S6 do Straszyna.

## Wspólnoty wyznaniowe
8 grudnia 2015 w miejscowości erygowano parafię rzymskokatolicką pw. bł. Jerzego Popiełuszki, obejmująca także Borzęcin. Planowany w związku z tym kościół parafialny powstanie przy ulicy Raduńskiej, na fundamentach świątyni, która nie przetrwała II wojny światowej. Szczątki osób pochowanych na przykościelnym cmentarzu zostały ekshumowane i w listopadzie 2016 złożone w zachowanej kaplicy grobowej. Również w 2016 w miejscu nieistniejącego kościoła została znaleziona XVII-wieczna płyta nagrobna, z zachowanym wizerunkiem herbu oraz inskrypcją odnoszącą się do osoby Hansa Kordta, który zmarł w roku 1607. W 2017 płyta została poddana renowacji.
W miejscowości znajduje się też Sala Królestwa zboru Świadków Jehowy.